# Кірноджень (комуна)
Кірноджень, Кірноджені (рум. Chirnogeni) — комуна у повіті Констанца в Румунії. До складу комуни входять такі села (дані про населення за 2002 рік):
- Кредінца (326 осіб)
- Кірноджень (2008 осіб) — адміністративний центр комуни
- Плопень (1246 осіб)

Комуна розташована на відстані 180 км на схід від Бухареста, 44 км на південний захід від Констанци.

## Населення
За даними перепису населення 2002 року у комуні проживали 3580 осіб.
Національний склад населення комуни:
| Національність   | Кількість осіб | Відсоток |
| ---------------- | -------------- | -------- |
| румуни           | 3565           | 99,6%    |
| цигани           | 8              | 0,2%     |
| турки            | 2              | 0,1%     |
| татари           | 2              | 0,1%     |
| угорці           | 1              | < 0,1%   |
| німці            | 1              | < 0,1%   |
| росіяни-липовани | 1              | < 0,1%   |

Рідною мовою назвали:
| Мова      | Кількість осіб | Відсоток |
| --------- | -------------- | -------- |
| румунська | 3567           | 99,6%    |
| циганська | 8              | 0,2%     |
| турецька  | 2              | 0,1%     |
| угорська  | 1              | < 0,1%   |
| німецька  | 1              | < 0,1%   |
| російська | 1              | < 0,1%   |

Склад населення комуни за віросповіданням:
| Релігія        | Кількість осіб | Відсоток |
| -------------- | -------------- | -------- |
| православні    | 3449           | 96,3%    |
| адвентисти     | 81             | 2,3%     |
| греко-католики | 26             | 0,7%     |
| римо-католики  | 14             | 0,4%     |
| п'ятдесятники  | 5              | 0,1%     |
| мусульмани     | 3              | 0,1%     |
| старообрядці   | 1              | < 0,1%   |